# 東京臨海高速鉄道りんかい線
りんかい線（りんかいせん）は、東京都江東区の新木場駅から品川区の大崎駅までを結ぶ東京臨海高速鉄道（TWR）の鉄道路線である。駅ナンバリングで使われる路線記号はR。計画・開業時および現行の『鉄道要覧』における路線名は臨海副都心線（りんかいふくとしんせん）であるが、2000年からは一般公募によって決定された「りんかい線」を案内に使用している。

## 概要
りんかい線は、旧国鉄と日本鉄道建設公団（現・独立行政法人 鉄道建設・運輸施設整備支援機構）が計画・建設していた東京外環状線の一部「京葉線」のうち新木場駅 - 東京貨物ターミナル駅間を旅客線として転用、東京臨海副都心地区の開発と同地区での開催が予定されていた世界都市博覧会（1995年開催中止決定）に伴う旅客輸送のために、新木場駅 - 東京テレポート駅間が1996年（平成8年）3月に開業した。その後、2001年（平成13年）3月に天王洲アイル駅まで、2002年（平成14年）12月に大崎駅まで延伸開業し、大崎駅で接続する東日本旅客鉄道（JR東日本）埼京線・川越線と相互直通運転を行っている。
大半の区間が地下にあるが、国土交通省監修の統計資料では地下鉄として扱われていない。また、日本地下鉄協会サイトの日本の地下鉄ページにも東京地下鉄や埼玉高速鉄道・東葉高速鉄道などと異なり、民営・準公営（第三セクター）地下鉄一覧には掲載されていない。

## 路線データ
- 管轄（事業種別）：東京臨海高速鉄道（第一種鉄道事業者）
- 路線距離（営業キロ）：12.2 km
- 建設主体：日本鉄道建設公団（現 ・独立行政法人 鉄道建設・運輸施設整備支援機構）
- 軌間：1067 mm
- 駅数：8駅（起終点駅含む）・1信号場
- 複線区間：全線
- 電化区間：全線（直流1500V・架空電車線方式）[2]
- 最急勾配：33 ‰[2]（大崎駅の地上に出る手前[2]）
- 最小曲線半径：185 m[2]（品川シーサイド駅付近[2]）
- 閉塞方式：（複線）自動閉塞式
- 保安装置：ATS-P[2]
- 最高速度：100 km/h[3]
- 車両基地：東臨運輸区（八潮車両基地）- 場所は東京貨物ターミナル駅脇
- 地上区間：大崎駅 - 大井町駅間（東京総合車両センター付近まで）、国際展示場駅（トンネル出口は東側） - 新木場駅間
- 地下区間：大井町駅 - 国際展示場駅間

## 沿革
旧国鉄は、山手貨物線の外側20 km圏において、東海道本線・中央本線・東北本線・常磐線・総武本線の放射5幹線を環状に接続する鉄道路線「東京外環状線」を計画、その一部である「川崎市の塩浜操車場から東京湾沿いに千葉県の木更津に至る鉄道」を「京葉線」の路線名で日本鉄道建設公団（現・独立行政法人 鉄道建設・運輸施設整備支援機構）が建設していたが、そのうち東京貨物ターミナル駅 - 新木場駅間は工事が凍結され、国鉄分割民営化後に国鉄清算事業団が保有していた。
1991年（平成3年）3月12日に東京臨海高速鉄道が設立、東京臨海副都心地区の開発や世界都市博覧会の旅客輸送を目的として1996年（平成8年）3月30日に新木場駅 - 東京テレポート駅間が開業、東京テレポート駅より先は、すでに工事が完了していた湾岸部の海底トンネル（東京港トンネル）内に東京貨物ターミナル方面から分岐する品川埠頭分岐部信号場を設置、同信号場 - 大崎駅間については新規に工事を行った上で2001年（平成13年）3月31日に天王洲アイル駅まで、2002年（平成14年）12月1日に大崎駅まで延伸され、全線開業した。その際に、JR東日本埼京線・川越線と相互乗り入れを開始している。なお、品川埠頭分岐部信号場 - 東京貨物ターミナル駅間は、東京貨物ターミナル駅の東側に車両基地（東臨運輸区）を設置した上で回送線として利用されている。また、新木場駅の蘇我駅方ではJR東日本の京葉線と線路が接続されており、この連絡線は、JR埼京線との直通運転が開始されるまでは主に車両検査時の回送用に使用されていた。
東京テレポート駅 - 品川埠頭分岐部信号場 - 東京貨物ターミナル駅（東臨運輸区）を結ぶ海底トンネルは前述の京葉線の一部として建設されたもので、沈埋工法で建設されたためにトンネル断面形状はボックスケーソンの四角形となっている。一方、りんかい線開業に伴って新たに掘削された品川埠頭分岐部信号場 - 天王洲アイル駅間についてはシールド工法で建設されたため、トンネル断面形状は円形である。両線の分岐点である品川埠頭分岐部信号場でトンネル断面形状が変化する。
2010年代以降は平常時の外国人乗客も増えているため、2018年4月27日から英語を話せるコンシェルジュを東京テレポート駅などに配置するといった対応を進めている。

### 路線愛称
路線愛称は2000年（平成12年）2月18日から3月31日かけて、一般公募により全国から24,483件の応募があった。厳正な審査の結果、愛称名は「りんかい線」に決定した。選ばれた理由は以下の通り。
1. 臨海部の鉄道ということを端的に表しており、お客様に容易にわかっていただけること。
2. 臨海をひらがなで表記することにより、やわらかいイメージとなり親しみやすいこと。
3. フレーズも短く口にしやすく、視覚的にひと目で確認でき、覚えやすく印象に残ること。
4. JR埼京線と相互直通運転時にも、臨海部と他の地域が広域的に鉄道で結ばれることが連想でき、違和感がないこと。

このほか、「お台場線」、「レインボーライン」、「東京ベイライン」、「海の手線」、「江戸前線」、「うみつばめ」、「さとちか線」（りんかい線が全線開業することによって連絡の利便性が高まる、埼玉・ 東京・千葉・神奈川の頭文字をとったもの）、「臨海大崎線」、「都海線（とかいせん）」などの候補もあった。

### 年表
- 1992年（平成4年）3月25日：第1期事業区間の建設工事着手。
- 1996年（平成8年）
  - 3月25日：第2期事業区間の建設工事着手。
  - 3月30日：第1期区間・新木場 - 東京テレポート間開業[1]。当時は70-000形電車4両編成での運転で、この時の路線名称は「臨海副都心線」[1]。もっぱら運営会社の略称である「TWR」と呼ばれていた。
- 2000年（平成12年）9月1日：「りんかい線」の愛称を使用開始[13]。同時に路線名を臨海副都心線からりんかい線に改称[13]。
- 2001年（平成13年）2月8日：八潮車両基地の供用開始。
  - 3月31日 第2期区間・東京テレポート - 天王洲アイル駅間部分開業[6][7]。
- 2002年（平成14年）12月1日：第2期区間・天王洲アイル - 大崎間開業（全線開業）[8][9]。同時にJR東日本埼京線・川越線と相互乗り入れを開始[9]。これを機に埼京線・川越線直通用列車を10両編成化し、さらにりんかい線内の専用列車を6両編成化。また、この日から2003年2月28日まで開業時の運賃のままで利用できる「スピードアップキャンペーン」を実施。ただし、日中7分30秒毎の等間隔運転（1時間に8本運転）から毎時5 - 7本運転のランダムダイヤとなり、減便された。
- 2004年（平成16年）10月16日：全列車10両編成化[15]。これ以降、JR車両もりんかい線内折り返し運用に就き、同様に自社車両も埼京線内折り返し運転の運用にも就くようになった。
- 2008年（平成20年）7月19日：東京テレポート駅において発車のベル音（公式ホームページでの呼称）を『踊る大捜査線』のテーマ曲に変更（詳細は後述）。りんかい線の駅でご当地メロディが導入されるのは初めて。

## 運行形態
大崎駅からJR埼京線に直通し、川越線の川越駅まで相互直通運転を実施している。これにより、りんかい線新木場駅から埼京線を経由して川越線川越駅までの区間が一つの運転系統として成立している。
りんかい線内は新木場駅 - 大崎駅間の全線を通して運転する列車のほか、八潮車両基地への出入りのために東京テレポート駅発着の区間列車も設定されている。日中は1時間に川越駅発着の快速が3本、新木場駅 - 大崎駅間の各駅停車が3本の計6本が運転されているが、運転間隔はパターン化されていない。
りんかい線内では快速および通勤快速を含めて全列車が各駅に停車する。
全列車が2004年に10両編成化されて以降は自社車両だけではなくJRの車両もりんかい線内での折り返し運転に使用されている。
東京ディズニーリゾート玄関口の京葉線舞浜駅への短絡ルートとして、時折中央本線や東海道線などからりんかい線を通り、京葉線へ直通する団体客向けの臨時列車が運転される。
混雑が予想される日に特別ダイヤを組んで対応することが2002年12月の全通前はたびたびあったが、全通後はあまり実施されなくなった。ただし、大晦日にはJRからの直通臨時列車が設定されるほか、東京湾大華火祭、コミックマーケット期間等にも臨時列車が設定される。コミックマーケットが行われる時期には会場となる東京国際展示場の最寄駅が同路線の国際展示場駅であるため非常に混雑し、始発列車は特にその傾向が顕著であった。そのためそのような時期には臨時ダイヤが組まれ、列車が増発される。
| 種別＼駅名 | 直通先 | 大崎  | 大崎 | …   | 新木場 |
| ---------- | ------ | ----- | ---- | --- | ------ |
| 快速       | 川越←  | 川越← | 3本  | 3本 | 3本    |
| 各駅停車   |        |       | 3本  | 3本 | 3本    |

## 使用車両
りんかい線の地下区間は、トンネル内径が広く非常時に列車側部に脱出できるため、列車の先頭部と最後部に非常時脱出用貫通扉を装備していない系列であっても地下鉄等旅客車であれば走行できる。

### 現在の使用車両

#### 自社車両

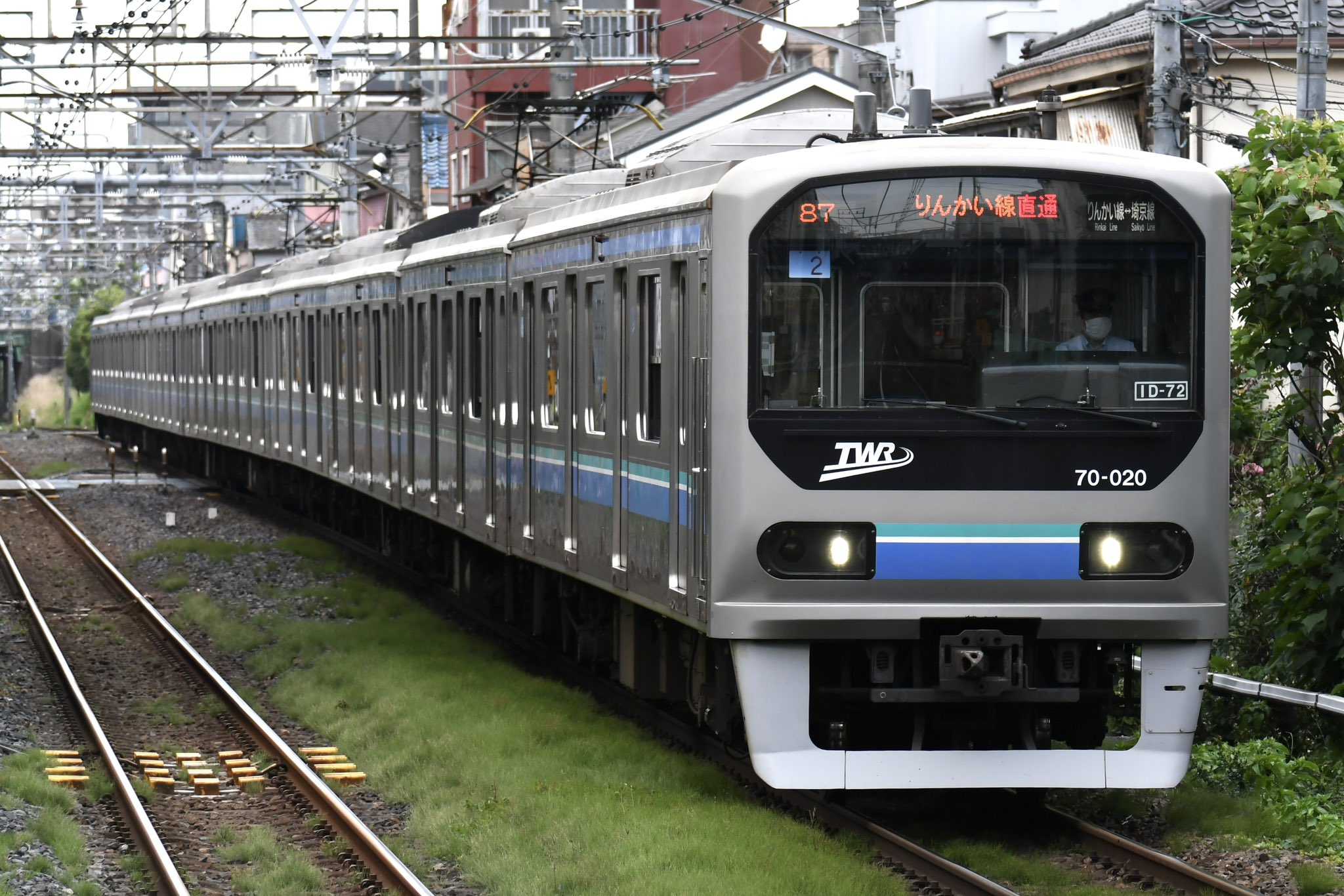
70-000形

- 70-000形

#### 乗り入れ車両
JR東日本
- E233系7000番台（2013年6月30日より乗り入れ開始）

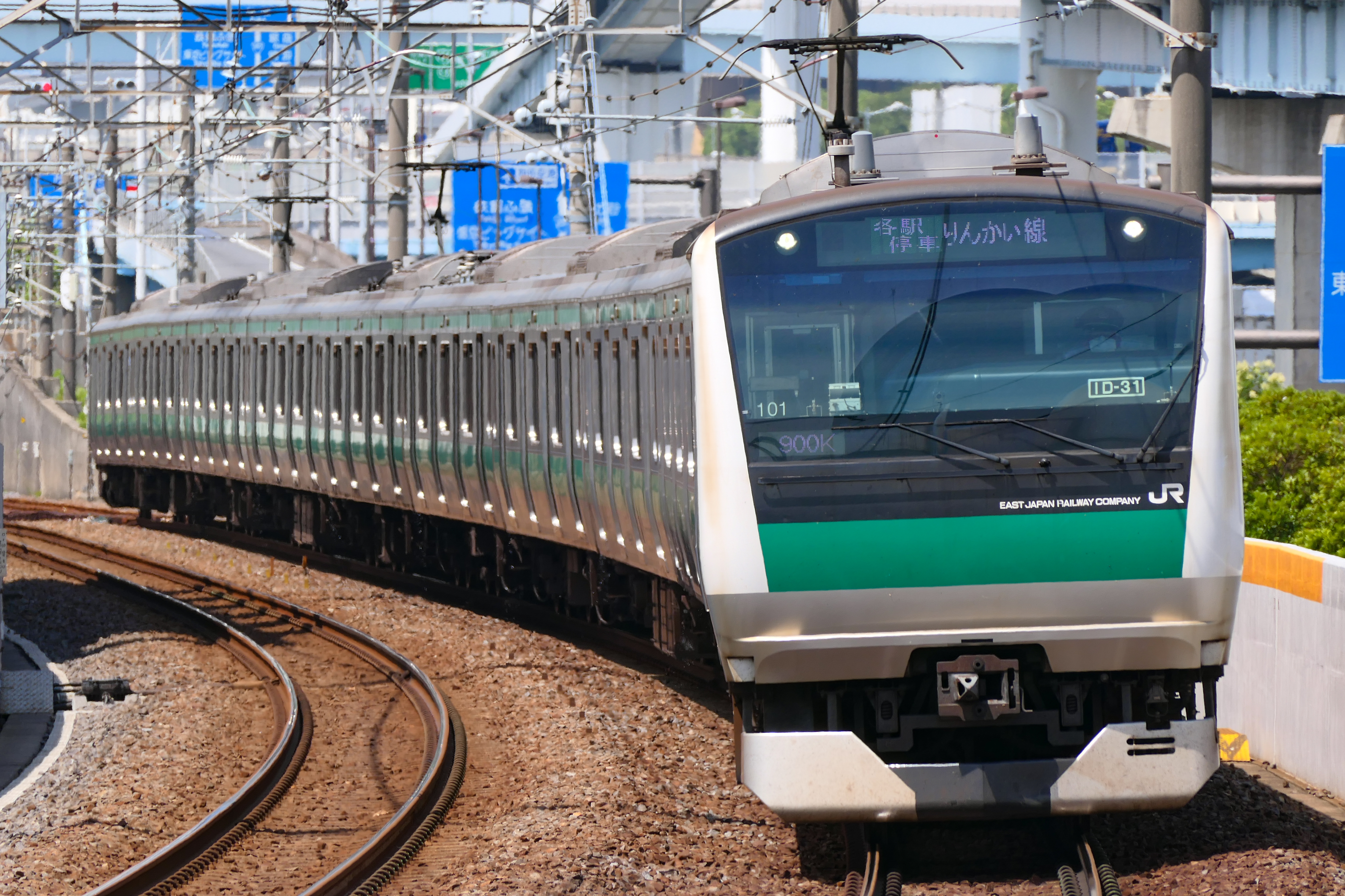
E233系7000番台

このほか、臨時列車や団体専用列車として「FOODEX」の特別列車で183系、「カウントダウンあずさ」でE257系、485系のお座敷列車「華」「リゾートエクスプレスゆう」「宴」、検測車のE491系が乗り入れたことがある。相鉄12000系電車は入線自体は可能だが乗り入れない。

### 過去の使用車両

#### 乗り入れ車両
JR東日本
- 205系 - 2014年3月以降は予備編成である第28編成のみ運用。同年2月までは大崎寄りの2号車および3号車に6ドア車を組み込んだ編成も運用されていた。

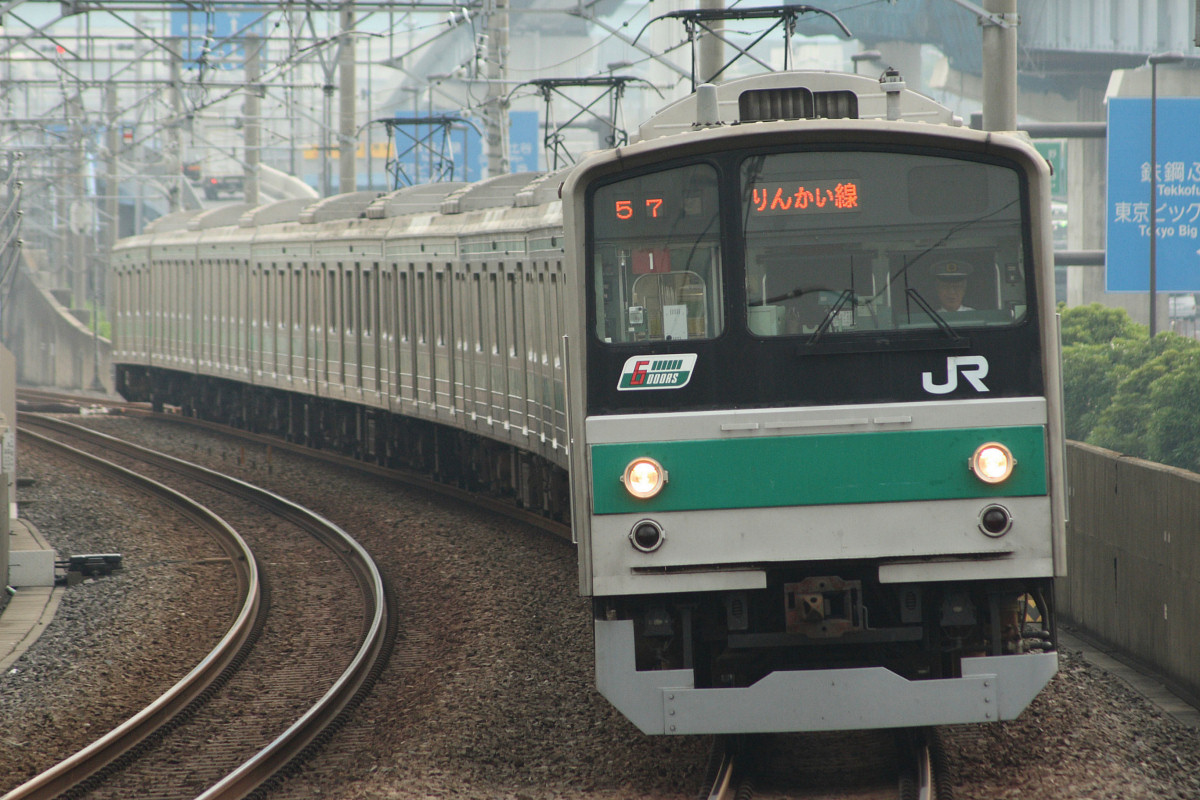
205系

### 導入予定車両
- 71-000形 - 2025年度下半期に導入予定[21]。

## 女性専用車
女性専用車は、埼京線と同じく、7時46分 - 9時41分に大崎駅を発車する新木場方面行全列車と22時34分以降に新木場駅を発車する大崎方面行全列車で、ともに平日のみに設定。設定車両は新木場方先頭車両である10号車。

## 利用状況
全線開業以降。
| 年度     | 1日平均利用者数 | 運輸収入      | 運輸収入増収率 |
| -------- | --------------- | ------------- | -------------- |
| 2003年度 | 12.2万人        | 94億3600万円  |                |
| 2004年度 | 13.3万人        | 101億8800万円 | 8.0%           |
| 2005年度 | 15.0万人        | 115億6300万円 | 13.5%          |
| 2006年度 | 16.4万人        | 128億5100万円 | 11.1%          |
| 2007年度 | 18.5万人        | 142億3900万円 | 10.8%          |
| 2008年度 | 19.8万人        | 149億2800万円 | 4.8%           |
| 2009年度 | 20.2万人        | 150億1300万円 | 0.6%           |
| 2010年度 | 20.0万人        | 148億800万円  | −1.4%          |
| 2011年度 | 19.7万人        | 146億7600万円 | −0.9%          |
| 2012年度 | 22.3万人        | 166億6700万円 | 13.5%          |
| 2013年度 | 23.2万人        | 173億3400万円 | 4.0%           |
| 2014年度 | 24.0万人        | 178億円       | 2.6%           |
| 2015年度 | 24.3万人        | 184億円       | 3.3%           |
| 2016年度 | 24.9万人        | 186億8800万円 | 1.5%           |
| 2017年度 | 25.6万人        | 192億2400万円 | 2.8%           |
| 2018年度 | 26.3万人        | 196億2700万円 | 2.1%           |
| 2019年度 | 25.9万人        | 190億7200万円 | −2.8%          |
| 2020年度 | 14.9万人        | 101億6600万円 | −46.7%         |
| 2021年度 | 15.6万人        | 115億1600万円 | 13.3%          |
| 2022年度 | 18.1万人        | 138億6000万円 | 20.3%          |
| 2023年度 | 21.0万人        | 163億7000万円 | 18.1%          |
| 2024年度 | 22.5万人        | 175億4200万円 | 7.2%           |

臨海副都心や品川、江東湾岸地区の開発により、利用者数は増加傾向にある。
2020年度の混雑率は、大井町駅→品川シーサイド駅（8:00-9:00）で79%である。

## 駅一覧
- 全駅東京都内に所在。

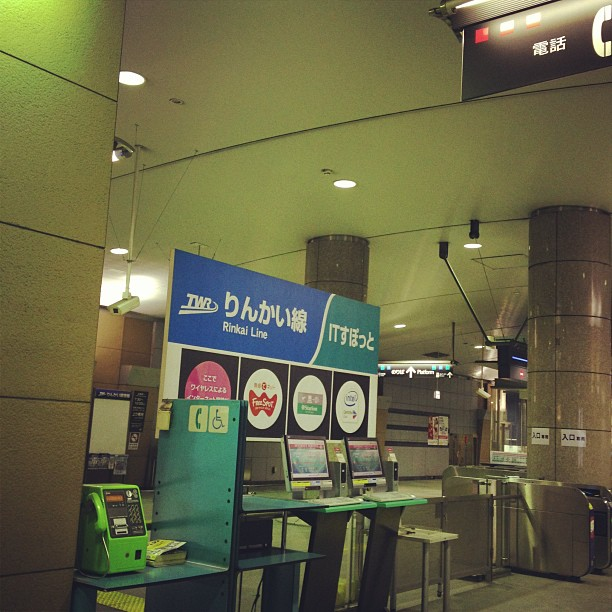
ITすぽっと

- 線内は快速、通勤快速を含め全定期列車が全駅に停車する。
- 大崎駅以外の全駅にFREESPOT、NTTBP（docomo Wi-Fiが利用）、UQコミュニケーションズ（ワイヤ・アンド・ワイヤレスが利用）による公衆無線LANアクセスポイントが設置されている。また、2013年3月21日からUQコミュニケーションズのWiMAXによる駅構内・駅間においてのデータ通信が、同年6月21日から携帯電話の駅間トンネルでの通信が可能となっている。
- 駅番号は2016年10月より導入。[32]

| 駅番号 | 駅名                                            | 駅間 キロ | 営業 キロ | 接続路線 | 地上／地下 | 所在地 |
| ------ | ----------------------------------------------- | --------- | --------- | --- | ---------- | ------ |
|        |                                                 |           |           | |            |        |
| R 01   | 新木場駅                                        | -         | 0.0       | 東日本旅客鉄道： 京葉線 (JE 05) 東京地下鉄： 有楽町線 (Y-24)                                                                                       | 地上       | 江東区 |
| R 02   | 東雲駅                                          | 2.2       | 2.2       | | 地上       | 江東区 |
| R 03   | 国際展示場駅 （東京ビッグサイト前）             | 1.3       | 3.5       | ゆりかもめ： 東京臨海新交通臨海線（有明駅：U-12）                                                                                                  | 地下区間   | 江東区 |
| R 04   | 東京テレポート駅 （ダイバーシティ東京プラザ前） | 1.4       | 4.9       | | 地下区間   | 江東区 |
|        | （品川埠頭分岐部信号場）                        | -         | (6.8)     | 八潮車両基地への引込線が分岐 | 地下区間   | 港区   |
| 品川区 | （品川埠頭分岐部信号場）                        | -         | (6.8)     | 八潮車両基地への引込線が分岐 | 地下区間   |        |
| R 05   | 天王洲アイル駅 （寺田倉庫本社前）               | 2.9       | 7.8       | 東京モノレール： 東京モノレール羽田空港線 (MO 02)                                                                                                  | 地下区間   |        |
| R 06   | 品川シーサイド駅 （ビッグローブ本社前）         | 1.1       | 8.9       | | 地下区間   |        |
| R 07   | 大井町駅                                        | 1.6       | 10.5      | 東日本旅客鉄道： 京浜東北線 (JK 19) 東急電鉄： 大井町線 (OM01)                                                                                     | 地下区間   |        |
| R 08   | 大崎駅                                          | 1.7       | 12.2      | 東日本旅客鉄道： 埼京線 (JA 08)（大宮駅経由■川越線 川越駅まで直通運転） ・ 相鉄線直通列車 (JA 08・JS 17)・ 山手線 (JY 24)・ 湘南新宿ライン (JS 17) | 地上       |        |

### 大崎駅付近の配線図
| | ↑ 横浜・小田原・逗子・相鉄線方面   |                                               |
| ← 東京テレポート ・新木場 方面 | JR東日本・TWR 大崎駅付近の配線略図 | → 新宿・池袋・ 大宮・川越・ 高崎・宇都宮 方面 |
| | ↓ 品川・東京方面                   |                                               |
| 凡例 出典:「特集 短絡線ミステリー7」『鉄道ファン』第513号、交友社、2004年1月、21頁。 本図では、品鶴線とほぼ重なる新幹線と旧蛇窪信号場付近でオーバークロスする大井町線の配線を省略している。 |                                    |                                               |

## 運賃
大人旅客運賃（小児半額・ICカードの場合は1円未満切り捨て、切符購入の場合は10円未満切り上げ）。2019年10月1日改定。
| キロ程       | 普通運賃（円） | 普通運賃（円） | 定期運賃 1か月（円） | 定期運賃 1か月（円） |
| キロ程       | IC利用         | 切符購入       | 通勤                 | 通学                 |
| ------------ | -------------- | -------------- | -------------------- | -------------------- |
| 初乗り - 3km | 210            | 210            | 8160                 | 3760                 |
| 4 - 6        | 272            | 280            | 10600                | 4890                 |
| 7 - 9        | 335            | 340            | 13060                | 6020                 |
| 10 - 13      | 398            | 400            | 15500                | 7160                 |

- 2002年12月1日の全線開業時から2003年2月28日までの3か月間は、「スピードアップキャンペーン」として、2002年11月30日までの運賃が適用されていた。
- 2007年4月28日より「1日乗車券」を発売している。大人730円。各駅の自動券売機で当日券、大崎駅以外の各駅窓口で前売り券が購入可能。
- 2008年3月15日より通学定期運賃の割引率を50%から70%に拡大し、値下げした。
- 通勤定期運賃は普通運賃の約38 - 39倍（19 - 19.5往復分）である。

## 乗車券の取り扱い
- 乗車カードはSuicaが使用可能である（相互利用可能なカードはSuicaを参照のこと）。Suicaは東京臨海高速鉄道（水色面のりんかいSuica）・JR東日本（黄緑色面のSuica）・東京モノレール（銀地に擬人化した緑色のモノレールの絵のモノレールSuica）で発行しているものすべてが使用可能。かつてはパスネットも自動改札機のみ使用できたが、2008年3月14日で取り扱いを終了し、翌日からは有人改札での精算や自社線完結の普通乗車券の購入に使用できるのみとなった。なお、りんかい線では当初から自動券売機や自動精算機でのパスネットの使用はできなかった。その後、利用の減少やSuica・PASMOなどのICカード普及の進行に伴い、2015年3月31日をもって利用を終了、2018年1月31日をもって払い戻しを終了（資金決済に関する法律に基づく）した[34]。
- パスネットは2000年10月14日の導入開始時から、Suicaは2002年12月1日の全線開通および埼京線乗り入れ開始時から導入されており、東京臨海高速鉄道では両方を発行していた。この2種類のカードを発行していた鉄道事業者は東京臨海高速鉄道のみである。これは、東京臨海高速鉄道の大株主が、東京都（東京都交通局）=パスネット、JR東日本=Suicaと双方の陣営にもあることが影響している。
- 西日本旅客鉄道（JR西日本）のICOCAは2004年8月1日から、東海旅客鉄道（JR東海）のTOICAは2008年3月29日から、北海道旅客鉄道（JR北海道）のKitacaは2009年3月14日から、西日本鉄道のnimoca、福岡市交通局のはやかけんや九州旅客鉄道（JR九州）のSUGOCAは2010年3月13日から、manacaやPiTaPaは2013年3月23日から、それぞれSuicaとの相互利用開始時から利用可能となっている。
- イオカード（磁気式）はりんかい線内では利用できなかったため、イオカードを使用してJR線から大崎経由でりんかい線に入った場合は窓口精算を行う必要があった。2006年2月10日をもってJRでのイオカードの自動改札機での利用が終了しているため、現在は行われていない。
- 東京臨海高速鉄道はパスネット加盟社だったが、2007年3月18日に開始されたPASMOを加盟社局の中では唯一導入せず、ICカードは既に導入しているりんかいSuicaのみとした（PASMOも利用可能）。また、同線内でのSuicaの利用者増加に伴い、同日までにりんかい線内自動券売機でのパスネットの発売を終了した。
- Suica・PASMO・パスネットとも、自動改札機・自動券売機・自動精算機・窓口処理機での使用後に表示・印字される駅名には頭に「臨」が表示される（パスネットは乗車駅欄のみ。Suicaは大崎駅では表示されない）。なお、ICOCA・TOICAではSuicaエリア以外で表示・印字されると異なる表示がされる。
- 大井町駅が東急大井町線の始発駅となっている東急電鉄との間では東急線りんかい線お台場パスが設定され、東急線内の各駅と大井町駅を結ぶ往復乗車券と大崎駅を除くりんかい線内の各駅が1日乗降自由なフリー切符がセットとなっている。詳細は該当項目を参照。
- JR東日本が発売する一部の特別企画乗車券（休日おでかけパス・JR East Pass）で利用が可能であるが、りんかい線の駅では発売されない。
- JR東日本と連絡運輸を行なっているが、普通乗車券の接続駅は大崎駅に限定されている。また、東京メトロの東西線（西船橋 - 中野）や千代田線（北千住 - 西日暮里）と異なり、大崎 - 新木場間の通過連絡運輸は設定されていない。

## 直通運転について
りんかい線は、新木場駅でJR京葉線の線路と接続されているが、りんかい線と京葉線との直通運転は実施されていない。これは、常時直通運転させるためには多額な設備投資が必要になることや、りんかい線が建設費の償還のためJRより相当に割高な運賃を設定しており、JRとの運賃配分で問題が生じやすいためである（特に、後述の交通系ICカード利用時の運賃計算）。
京葉線との直通運転が行われた場合、東京メトロ東西線の一部列車と同様に、事実上両側をJR線に挟まれた乗り入れとなり、特に交通系ICカードではりんかい線区間の判定ができないため、不正乗車の多発する懸念がある。そのため現状では、りんかい線とJR京葉線の直通運転は、運賃回収が確実な団体客向けの臨時列車のみとなっている。
なお、JR東日本が計画している「羽田空港アクセス線」（後述）では、東京テレポート駅に向かう「臨海部ルート」において、京葉線舞浜駅への直通が想定されている。これに関連して、東京都などが保有する東京臨海高速鉄道の株式をJR東日本が買収する意向であることが報じられたが、東京臨海高速鉄道は報道を否定している。

## 発車メロディ
発車メロディや操作用のスイッチなどは、JR東日本で使用されているものと全く同じで、JRと共用している大崎駅以外では基本的に東洋メディアリンクス製の「Water Crown」・「Cielo Estrellado」を使用している。かつては駅によってどちらの方面にどちらの曲が使われているかはまちまちだったが、2023年に大崎方面が「Cielo Estrellado」、新木場方面が「Water Crown」に統一された。
- 東京テレポート駅では、2008年7月19日よりフジテレビの刑事ドラマ『踊る大捜査線』のテーマソングをアレンジしたものに変更された（1番線〈大崎方面〉：C.X.、2番線〈新木場方面〉：Rhythm And Police）。なお、2012年12月7日 - 2013年1月31日までは映画『ONE PIECE FILM Z』のテーマ曲を使用していた[38][39]。『ONE PIECE FILM Z』のメロディ使用終了後は『踊る大捜査線』以前のメロディにすることも検討していたが、お台場のイメージ保持のため、『踊る大捜査線』のメロディを再度使用している[39]。
- 大井町駅では、当時同駅を最寄りとする「四季劇場［夏］」においてミュージカル上演期間中に限り、発車メロディがそのミュージカルのテーマ曲に変更されていた。
  - 2011年6月21日から2013年1月27日までは『美女と野獣』のテーマソングが使用されていた（1番線〈大崎方面〉：美女と野獣、2番線〈新木場方面〉：おもてなし - Be Our Guest）。
  - 2013年10月25日から2017年4月9日までは『リトル・マーメイド』のメロディが使用されていた（1番線〈大崎方面〉：Part of your world、2番線〈新木場方面〉：Under the sea[注釈 5]）。
  - 『キャッツ』のメロディが使われていた時期もあった（1番線〈大崎方面〉：メモリー、2番線〈新木場方面〉：スキンブルシャンクス - 鉄道猫）。

『美女と野獣』と『リトルマーメイド』のメロディ使用開始初日は主演俳優[注釈 6]が1日駅長となってメロディを披露した[40][41]。
- 国際展示場駅では、期間限定で以下のメロディが使われていた。
  - 2012年8月9日から9月30日までゼンリンの地図サービス「いつもNAVI」のCMソングを使用しており、曲名を当てるキャンペーンも行われていた[42]（キャンペーンガールであった「すーぱーそに子」の項も参照）。
  - 2015年3月13日から6月22日までは日清食品の冷凍スパゲッティ「Spa王」のCMソングが使われていた。期間中に一度アレンジが変わっている。
  - 2021年9月22日からはライオン・キングの劇中歌が使われている。大崎方面が「ハクナ・マタタ」、新木場方面が「サークル・オブ・ライフ」を使用している[43]。
- 天王洲アイル駅では、2023年6月から「金曜ロードショーとジブリ展」が開催されたのを機に、期間限定で金曜ロードショーのテーマ曲「Cinema Nostalgia」に変更されていた。

## 羽田空港アクセス線構想
2000年（平成12年）、運輸省（現・国土交通省）運輸政策審議会答申第18号において、「東京臨海高速鉄道臨海副都心線の建設及び羽田アクセス新線（仮称）の新設」として、東京テレポート駅から東京貨物ターミナル駅を経て東京国際空港に向かう路線がB路線（今後整備について検討すべき路線）として取り上げられ、「大崎方面からの直通ルートについても併せ検討する」としていた。
2013年から2014年にかけてJR東日本が発表した構想の中には「羽田空港アクセス改善」があり、2020年東京オリンピックを「きっかけ」（同社社長）として本路線を羽田空港アクセス線として活用する案が提示されている。
計画によると、休止中の東海道貨物線（大汐線）を活用し田町に接続する「東山手ルート」、東京貨物ターミナルから「東品川短絡線」を建設して品川シーサイド駅・大井町駅間で合流、大崎・新宿方面に直通する「西山手ルート」、東臨運輸区への回送線を複線化して品川埠頭分岐部信号場で合流、新木場方面に直通する「臨海部ルート」の3ルートを建設するとしている。
2016年4月、国土交通省交通政策審議会の東京圏における今後の都市鉄道のあり方に関する小委員会は答申第198号をまとめ、京葉線・りんかい線相互直通運転化と合わせて「国際競争力の強化に資する鉄道ネットワークのプロジェクト」に位置付けられた。
2024年7月、JR東日本は臨海部ルートについて、2031年度に東山手ルートと同時に開業することで関係機関と調整していることを発表した。